# Sauroglossum
Sauroglossum es un género de orquídeas perteneciente a la subfamilia Orchidoideae dentro de la familia Orchidaceae. Tiene once especies.

## Especies deSauroglossum
- Sauroglossum andinum (Hauman) Garay (1978)
- Sauroglossum aurantiacum (C.Schweinf.) Garay (1978)
- Sauroglossum corymbosum (Lindl.) Garay (1978)
- Sauroglossum distans Lindl. ex Garay (1978)
- Sauroglossum dromadum Szlach. (1995)
- Sauroglossum longiflorum (Schltr.) Garay (1978)
- Sauroglossum nitidum (Vell.) Schltr. (1920) - especie tipo
- Sauroglossum odoratum Robatsch (1994)
- Sauroglossum organense Szlach. (1995)
- Sauroglossum schweinfurthianum Garay (1980)
- Sauroglossum sellilabre (Griseb.) Schltr. (1920)